# Kesovce
Kesovce (hongrois : Sajókeszi) est un village de Slovaquie situé dans la région de Banská Bystrica.

## Histoire
La première mention écrite du village date de 1232.
La localité fut annexée par la Hongrie après le premier arbitrage de Vienne le 2 novembre 1938. En 1938, on comptait 270 habitants dont 9 d'origine juive. Elle faisait partie du district de Tornaľa (hongrois : Tornaljai járás). Le nom de la localité avant la Seconde Guerre mondiale était Kesovce/Sajó-Keszi. Durant la période 1938 - 1945, le nom hongrois Sajókeszi était d'usage. À la libération, la commune a été réintégrée dans la Tchécoslovaquie reconstituée.

## Démographie

### Évolution de la population
| Année:               | 1994. | 2004.    | 2014.    | 2024.    |
| -------------------- | ----- | -------- | -------- | -------- |
| Nombre de personnes: | 123   | 136      | 254      | 299      |
| Différence:          |       | +10,56 % | +86,76 % | +17,71 % |

| Année:               | 2023. | 2024.   |
| -------------------- | ----- | ------- |
| Nombre de personnes: | 285   | 299     |
| Différence:          |       | +4,91 % |